# 越南水木偶戲
越南水木偶戏（越南语：／；為一種越南傳統的文藝表演，約有一千年歷史，表演方式是在水池上搭起舞台，由隱藏在後台的演員用長線或竹竿操縱木偶，使之演出各式各樣的動作及戲份。如今，水上木偶戲受到越南社會上的重視，並在國際文化交流上作为越南文化表演發揮重要作用。